# Calatayud
Calatayud je grad u španjolskoj pokrajini Aragoniji, smješten kraj rijeke Jalón.

## Zemljopisni smještaj
Grad Calatayud se nalazi oko 86 km južno od grada Zaragoze u dolini Jalon.

## Stanovništvo
Calatayud je prema podacima iz 2005. godine imao 20.263 stanovnika.

## Povijest
Prvi stanovnici područja oko današnjeg Calatayuda su bili keltoiberijski Lusoni (Lusones) koji su kasnije surađivali s Rimljanima, što je dovelo do preseljenja novih rimskih doseljenika.

## Poznate osobe
- Marcijal